# ハプログループBT (Y染色体)

ハプログループBT (Y染色体)（ハプログループBT Yせんしょくたい）とは、分子人類学で用いられる、人類のY染色体ハプログループの分類のうち、ハプログループA1bのサブクレード（細分岐）の一つで、「M42, M91, M94, M139, M299, P97, V21, V29, V31, V59, V64, V102, V187, V202, V216, V235」の変異で定義される系統である。70,000-80,000 年前にアフリカで誕生した。

## 下位系統
BT
- B　M60, M181, P85, P90
- CT　P9.1, M168, M294